# Bale Dasti
Bale Dasti (pers. بله دستي) – miejscowość w Iranie, w ostanie Kurdystan. W 2006 roku  liczyła 1162 mieszkańców w 286 rodzinach.